# آناتولی الکسین
آناتولی الکسین (انگلیسی: Anatoly Aleksin; ۳ اوت ۱۹۲۴ – ۱ مهٔ ۲۰۱۷) نویسنده کودکان، شاعر، نمایشنامه‌نویس، و فیلم‌نامه‌نویس روس متولد اتحاد جماهیر شوروی بود. الکسین در ۱۹۹۳ به اسرائیل و در سال ۲۰۱۲ به لوکزامبورگ مهاجرت کرد و تا زمان مرگش در سال ۲۰۱۷ آنجا ماند. وی برندهٔ جوایزی همچون جایزه دولتی اتحاد شوروی، نشان پرچم سرخ کار و نشان لنین شده است.